# 3C 303
3C 303 là một thiên hà Seyfert giống một chuẩn tinh nằm trong chòm sao Mục Phu.